# ファシル
株式会社ファシル（FACIL）はコンタクトレンズの販売を行うグループ。東京都千代田区にに本社を置く企業。

## 歴史
- 2005年　クラレから、コンタクトレンズ事業を分離。社名を変更。
- 2012年4月3日 東京地方裁判所において、破産手続きの開始決定を受ける。負債額は約13億円。[1]

## 主要事業
- コンタクトレンズや、ケア用品の販売。

## 主な製品
- コンタクトレンズ汚れクリアシート
- ソフトコンタクトレンズ ファシル14（レンズ直径が14mm）、ファシル13（レンズ直径が13mm）
- ハードコンタクトレンズ クララ スーパー・オーEX（連続装用）、クララ スーパー・オーII（終日装用）
- ソフトコンタクトレンズ用ケア用品 フォレストリーフ : 低価格でとても使いやすく、界面活性剤を使っていないことから、ファシルの人気商品である。
- ハードコンタクトレンズ用ケア用品 オーシャンリーフ

## 関連企業
- クラレ